# ماتيوز بارتشاك
ماتيوز بارتشاك (بالبولندية: Mateusz Bartczak)‏ هو لاعب كرة قدم بولندي في مركز الوسط، ولد في 18 أغسطس 1979 في لغنيتسا في بولندا. لعب مع بولونيا وارسو وزاغويمبيه لوبين ونادي كراكوفيا الرياضي.